# Персико, Сильвия
Сильвия Персико (итал. Silvia Persico, род. 25 июля 1997, Альцано-Ломбардо, Ломбардия) — итальянская профессиональная велогонщица, выступавшая в 2022 году за женскую континентальную команду UCI, Valcar–Travel & Service.

## Карьера
9 января 2022 года Персико впервые стала чемпионом Италии по велокроссу. Несколько недель спустя она неожиданно для всех завоевала бронзу на чемпионате мира по велокроссу, финишировав на 51 секунду позже нидерландского дуэта Марианны Вос и Люсинды Бранд, которые боролись за золото. Ранее на этом чемпионате мира к ней присоединились её соотечественники: Лючия Брамати, Самуэле Леоне и Давиде Тонеатти. Вместе с Сильвией Персико они стали чемпионами мира в тестовой смешанной эстафете.

## Личная жизнь
Младший брат Сильвии, Давиде Персико, также активно занимается велоспортом. В 2022 году он выступал за команду Colpack Ballan.

## Достижения

### Велокросс
2016—2017
2-я на Чемпионат Италии U19
3-я на Vittorio Veneto
2017—2018
3-я на Чемпионат Италии U19
3-я на Vittorio Veneto
3-я на Gorizia
2018—2019
2-я на Чемпионат Италии U19
3-я на Vittorio Veneto
2019—2020
3-я на Jesolo
2021—2022
 Чемпионат Италии
1-я на Cremona
2-я на Fae' Di Oderzo
3-я на Чемпионат Италии
3-я на Jesolo

### Шоссе
2016
6-я на Гран-при Либерационе (женский)
2017
5-я на Гран-при Либерационе (женский)
7-я на Даймонд Тур
8-я на Эрондегемсе Пейл
2018
5-я на Чемпионат Италии — групповая гонка
7-я на Даймонд Тур
2019
4-я на Вуэльта Валенсии
2021
9-я на Вуэльта Валенсии
2022
1-я на Гран-при Либерационе (женский)
3-я на Гран-при Эльзи Якобс
3-я на МерКсем Классик
5-я на Тур де Франс
7-я на Брабантсе Пейл
8-я на Трофей Альфредо Бинды — комунны Читтильо
9-я на Гент — Вевельгем
10-я на Страде Бьянке

## Рейтинги
| Год                 | 2016  | 2017  | 2018  | 2019  | 2020  | 2021  | 2022 | 2023 | 2024 |
| ------------------- | ----- | ----- | ----- | ----- | ----- | ----- | ---- | ---- | ---- |
| Мировой рейтинг UCI | 377-й | 176-й | 153-й | 353-й | 340-й | 130-й | 8-й  | 10-й | 43-й |
| Мировой тур UCI     | -     | -     | 98-й  | 166-й | 98-й  | 86-й  | 14-й | 10-й | 43-й |
|                     |       |       |       |       |       |       |      |      |      |
| Источник: UCI       |       |       |       |       |       |       |      |      |      |